# 마스오촌
마스오촌(益生村)은 미에현 구와나군에 있던 촌이다. 현재의 구와나시의 중심부의 남쪽 방향, 긴테쓰 나고야선 마스오역의 주변에 해당한다. 

## 역사
- 1889년 4월 1일 - 정촌제 시행에 의해 구와나군 간베촌이 성립하였다.
- 1933년 3월 20일 - 구와나정에 편입해, 동일 마스오촌은 폐지되었다.

## 교통

### 철도
- 이세전기철도 (현긴키 닛폰 철도)
  - 본선(현 긴테쓰 나고야선
- 호쿠세이 철도
  - 호쿠세이 철도선 (현 산기 철도 호쿠세이선)